# Sé de Lamego
A Sé de Lamego, também referida como Catedral de Lamego, Igreja Paroquial da Sé ou Igreja de Nossa Senhora da Assunção, é uma catedral cristã localizada na freguesia de Lamego (Almacave e Sé), município de Lamego, distrito de Viseu, em Portugal.
Fundada em 1129, a Sé de Lamego com um Estilo gótico dominante mantém a torre medieval quadrada original, mas o resto da arquitetura reflecte as modificações feitas nos séculos XVI e XVIII, incluindo um claustro renascentista com uma dúzia de arcos bem proporcionados.
A Sé de Lamego está classificada como Monumento Nacional desde 1910.